# Beskonetjnost
Beskonetjnost (russisk: Бесконечность) er en sovjetisk spillefilm fra 1991 af Marlen Khutsiev.

## Medvirkende
- Vladislav Pilnikov som Vladimir Prokhorov
- Aleksej Zelenov
- Marina Khazova som Varja
- Anna Kudrjavtseva
- Nina Pritulovskaja